# Bramborski Serbski Casnik
Bramborski Serbski Casnik (inna pisownia: Bramborski serski Zassnik, Bramborski ßerski Zaßnik) – tygodnik w języku dolnołużyckim wydawany w Chociebużu w latach 1848–1918.

## Historia
Pierwszy numer ukazał się 5 lipca 1848. Założycielem i pierwszym redaktorem naczelnym tygodnika był pastor Mato Nowka, któremu wsparcia udzieliło pruskie Ministerstwo Spraw Wewnętrznych oraz kilku właścicieli ziemskich z Dolnych Łużyc. Pismo miało charakter konserwatywny i nie popierało rewolucyjnych dążeń Wiosny Ludów, rewolucji w Prusach i ogólnoniemieckiego Zgromadzenia Narodowego we Frankfurcie. W 1853 kierowanie redakcją przejął jeszcze bardziej niż Nowka konserwatywny pastor Kito Pank. Od 1863 zastąpił go pastor Kito Šwjela. Nowy redaktor był znany ze współpracy z arystokratą Adolfem von Werdeck, który w 1850 sam mianował się przewodniczącym związku serbołużyckiego. W 1880 jednym z redaktorów czasopisma został Mato Kósyk, jednak zakończył współpracę w 1883, kiedy wyjechał do USA.
Przekształcenia
W latach 1881–1885 czasopismo ukazywało się pod zmienionym tytułem, jako „Bramborske Nowiny”, następnie od 1886 do końca jako „Bramborski Casnik”.

## Kontynuacje
- W latach 1921–1933 Bogumił Šwjela, syn Kito Šwjeli, wydawał tygodnik „Serbski Casnik”, nawiązujący do redagowanego przez ojca „Bramborskiego Serbskiego Casnika”. Pierwszy numer ukazał się 6 stycznia 1921. W lecie 1923 do redakcji została przyjęta Mina Witkojc, która wywarła duży wpływ na profil pisma. Gazeta została zamknięta po dojściu nazistów do władzy[6].
- Kolejnym nawiązaniem do tradycji „Bramborskiego Serbskiego Casnika” jest wydawany od 1954 dwujęzyczny tygodnik „Nowy Casnik” (w językach dolnołużyckim i niemieckim)[7].